# Bulbophyllum dearei
Bulbophyllum dearei (tên tiếng Anh là Deare's Bulbophyllum) là một loài phong lan.